# Schifferstadt
Schifferstadt je město v zemském okresu Rýn-Falc v německé spolkové zemi Porýní-Falc.

## Znak
Na městském znaku Schifferstadtu je znázorněno: Německy: „In Blau ein stilisiertes goldenes Schiff mit vorne angelehntem, aufrechtem goldenem Ruder, daraus wachsend ein silbernes Kreuz.“ “V modrém poli zlatá stylizovaná loď s vpravo položeným zlatým veslem a vyrůstajícím stříbrným křížem.”

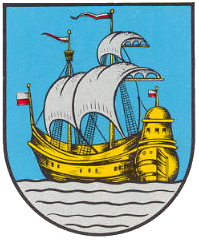
Větší verze městského znaku
Menší verze městského znaku

## Partnerská města
- Aichach, Německo
- Frederick, USA
- Löbejün, Německo